# Herb gminy Przybiernów
Herb gminy Przybiernów – symbol gminy Przybiernów.

## Wygląd i symbolika
Herb przedstawia na tarczy dzielonej w słup w polu lewym błękitnym pół złotego krzyża, natomiast w polu prawym srebrnym pół czerwonego nieukoronowanego gryfa ze złotym dziobem i pazurami, trzymającego w szponach gałązkę cisu. Jest to połączenie średniowiecznych herbów: biskupstwa kamieńskiego i księstwa szczecińskiego.